# 207394 Rickfitzgerald
207394 Rickfitzgerald este o planetă minoră (asteroid) din centura de asteroizi. A fost descoperită pe 1 decembrie 2005 la Observatorul Național Kitt Peak de Marc Buie⁠(d). 
Obiectul prezintă o orbită caracterizată de o semiaxă mare de 2,2405535805993 UAi, o excentricitate de 0,17335245448341, o înclinație de 5,6290455896697 ° în raport cu ecliptica.